# Skate le monde
Skate le monde est une émission de télévision documentaire québécoise sur le monde du skateboard international diffusée depuis le 31 mars 2020 sur TV5 Québec Canada. La première saison est animée par l'humoriste québécois Mathieu Cyr.

## Synopsis
Il existe autant de cultures du skateboard qu'il y a de pays. Mathieu Cyr, humoriste québécois, passionné de skateboard, part à la rencontre des amateurs de ce sport dans plusieurs pays à travers le monde. Au fil des rencontres qu'il fait avec des skateurs locaux, il découvre des lieux méconnus du grand public, mais prisés par les amateurs de planche à roulettes; un point de vue complètement différent sur les plus grandes villes du monde, leur histoire, leur architecture. Il découvre aussi l'écosystème qui gravite autour des adeptes de la planche: des athlètes professionnels, aux artistes et musiciens en passants par les travailleurs sociaux, les responsables d'ONG et les militants politiques.

## Épisodes
Chaque épisode présente la façon dont le skateboard se vit dans un pays en particulier et l'univers des adeptes de ce sport qui s'y trouvent:
1. Israël
2. Espagne
3. Allemagne
4. Japon
5. France
6. Canada
7. Maroc
8. Pologne
9. Brésil
10. États-Unis, côte Est
11. Cuba
12. États-Unis, côte Ouest
13. Mexique